# Vincetoxicum inamoenum
Vincetoxicum inamoenum är en oleanderväxtart som beskrevs av Maximowicz. Vincetoxicum inamoenum ingår i släktet tulkörter, och familjen oleanderväxter. Inga underarter finns listade i Catalogue of Life.